# Virgilio Gozzoli
Virgilio Gozzoli (Pistoia, 10 novembre 1886 – Pistoia, 24 agosto 1964) è stato un anarchico italiano.

## Biografia
Pistoia, la città in cui nacque, era un centro fortemente influenzato dall'ideologia anarchica, diede anche i natali ad  anarchici assai noti quali Silvano Fedi e Leda Rafanelli fra gli altri.
Virgilio Gozzoli durante il periodo in cui lavora come  operaio meccanico e tipografo prende pure a scrivere ed a dipingere sia in versi che in vernacolo, militante di sinistra è uno degli occupanti della fabbrica per cui lavora, a Pistoia è fra i fondatori degli Arditi del Popolo.
(Carlo Onofrio Gori, Da "Resistenza Toscana")
Dai suoi lavori scritti si evidenzia l'elemento dissacratore che è tipico del futurismo ed è collocabile quindi nel movimento dei futuristi di sinistra, le sue tematiche si rifanno al "gergo", Rivoluzione in Tipografia, parolibe-rismo. Dirige i fogli/rivista Ficcanaso e Per un Mantellaccione nel 1911 , Marchesino nel 1915 mentre nel 1910 su La Rivolta presenta Il fuoco che ha netti elementi futuristi. Prende le parti di Renzo Novatore e di Leda Rafanelli nel 1920 nello scontro avuto con Camillo Berneri sul problema del futurismo partecipando alla discussione sull'Iconoclasta . Deve riparare in Francia in quanto antifascista e con  Ugo Fedeli e Tintino Rasi (Auro d'Arcola) lavora per  La Rivista Internazionale Anarchica a Parigi , è condirettore di Il Momento sempre a Parigi nel seguito a Barcellona nel 1931 , in Francia Virgilia D'Andrea anarchica futurista e compagna di Armando Borghi dirige  la rivista Veglia in cui son presenti lavori di Virgilio Gozzoli mentre a Parigi Virgilio Gozzoli nel 1925 con Alfonso Failla aveva fondato la rivista La Tempra. Il dieci marzo del 1936 a Parigi Virgilio Gozzoli è presente al funerale dell'anarchico Giovanni Sabbatini, con  Camillo Berneri,  Emilio Canzi, e Egidio Fossi.  Fra le sue molte collaborazioni e direzioni di riviste ricordiamo  Guerra di Classe di Barcellona durante la guerra di Spagna.
Caduta la Repubblica Spagnola  e apertosi  il secondo conflitto mondiale , il movimento anarchico ebbe forti tensioni interne   sulla tematica di appoggiare o meno gli alleati , ritenuti capitalisti avversi alla classe proletaria al pari dei nazionalsocialisti, Virgilio Gozzoli e Tintino Rasi ( Auro d'Arcola ), e Aldino Felicani che faceva parte della redazione della rivista anarchica Controcorrente decisero di scegliere il male da loro ritenuto minore e si impegnarono affinché gli anarchici condudessro una lotta contro i nazifascisti in collaborazione con gli alleati. In pratica Virgilio Gozzoli fra proprie le posizioni di Rudolf Rocker..